# Кају сир Фонтен
Кају сир Фонтен (фр. Cailloux-sur-Fontaines) насеље је и општина у источној Француској у региону Рона-Алпи, у департману Рона која припада префектури Лион.
По подацима из 2011. године у општини је живело 2494 становника, а густина насељености је износила 287,0 становника/km². Општина се простире на површини од 8,69 km². Налази се на средњој надморској висини од 284 метара (максималној 313 m, а минималној 218 m).

## Демографија
| 1962. | 1968. | 1975. | 1982. | 1990. | 1999. | 2011. |
| ----- | ----- | ----- | ----- | ----- | ----- | ----- |
| 738   | 751   | 863   | 1.015 | 1.750 | 2.172 | 2.494 |

График промене броја становника у току последњих година